# Ниламата-пурана
«Ниламата-пурана» — сугубо кашмирская, имеющая региональное значение пурана, включающая 1453 шлоки и не делящаяся на главы. «Ниламата-пурана» является важным сочинением с точки зрения изучения истории, мифологии и топографии Кашмира.
Главным героем является кашмирский царь нагов Нила, и пурана излагает «учения Нилы», которые он сообщил брахману Чандрадеве. За легендой о начальной истории Кашмира следует описание церемоний и празднеств, предписанных Нилой, некоторые из них имеют местную специфику. К их числу принадлежат праздники на Новый год, в первый день месяца Карттика, когда, по легендам, появился сам Кашмир, празднование первого снега, и др.
Кальхана, автор Раджатарангини, сочинения (ок. 1148), посвящённого истории Кашмира, ссылается на эту пурану как на очень древний источник. Использование термина «прадурбхава» вместо термина «аватара» для обозначения воплощения богов, отсутствие упоминаний о Калки, упоминание о Будде как об аватаре Вишну являются доводами в пользу её раннего происхождения.
Анализ текста «Ниламата-пураны» показывает, что после 9—10 вв. в него были внесены некоторые изменения и дополнения, чтобы включить элементы монистического кашмирского шиваизма. Как указывает д-р Вед Кумари, если бы пурана была создана позже 9 в., то не было бы необходимости в подобной правке. По его мнению, Ниламата была создана между 6 и 8 вв., так как Будда начал считаться воплощением Вишну не ранее 550 года.

## Переводы
В 1990-х годах д-р Вед Кумари (Ved Kumari) осуществил полный перевод «Ниламата-пураны» на английский. Онлайн-версия перевода доступна на сайте КОА (Kashmiri Overseas Association Архивная копия от 11 октября 2008 на Wayback Machine) — Nilamata Purana Архивная копия от 26 июня 2010 на Wayback Machine.
В 2010 году переводчик из Калининграда Андрей Игнатьев выложил на своём сайте Архивная копия от 1 февраля 2010 на Wayback Machine перевод первых 411-ти шлок «Ниламата-пураны».